# Qūţān
Qūţān (persiska: قوتان, قوطان) är en ort i Iran.   Den ligger i provinsen Västazarbaijan, i den nordvästra delen av landet, 700 km nordväst om huvudstaden Teheran. Qūţān ligger 808 meter över havet och antalet invånare är 269.
Terrängen runt Qūţān är platt. Runt Qūţān är det ganska glesbefolkat, med 39 invånare per kvadratkilometer. Närmaste större samhälle är Poldasht, 9,1 km norr om Qūţān. Trakten runt Qūţān består i huvudsak av gräsmarker.